# Klaus Bussfeld

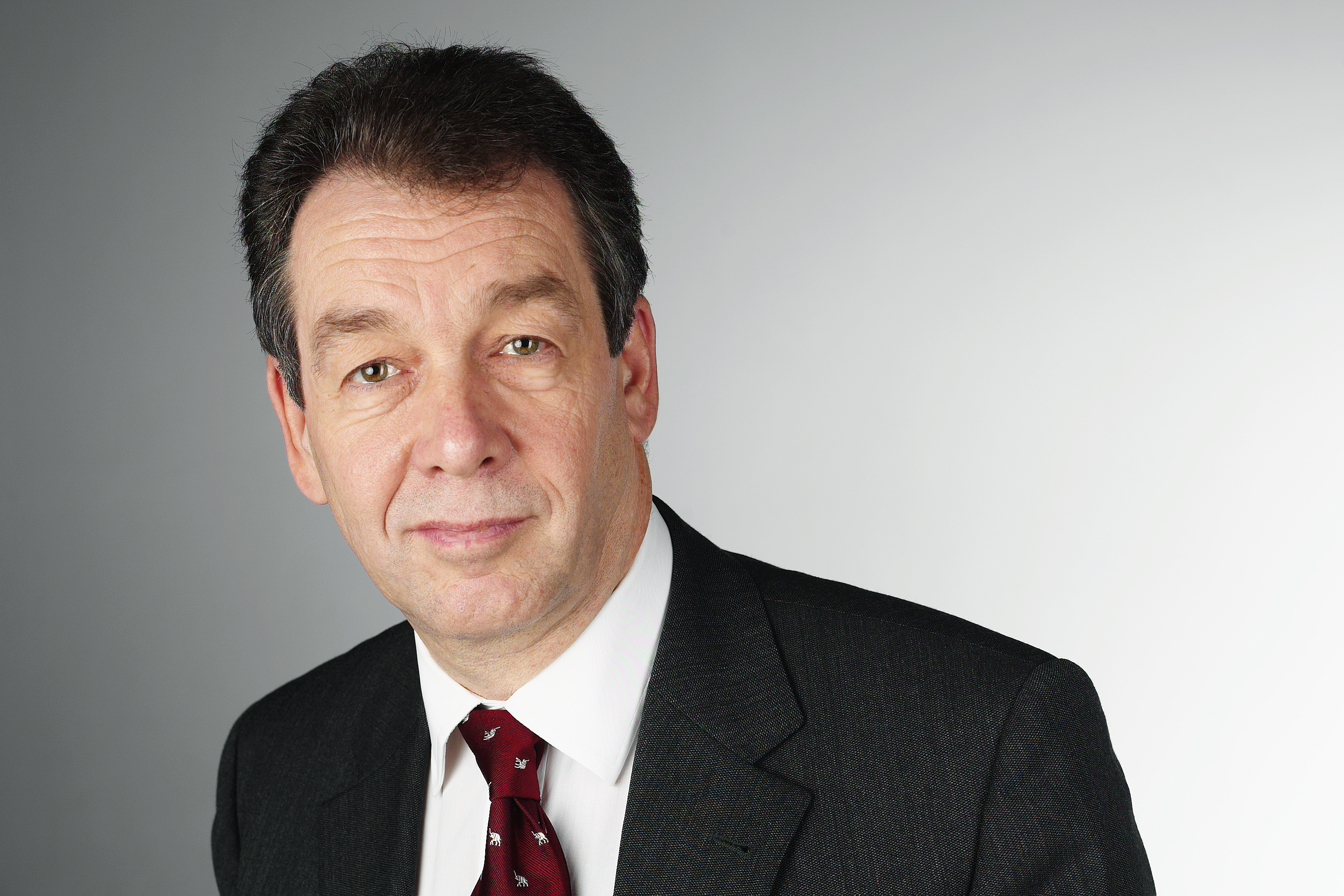
Klaus Bussfeld (2003)

Klaus Bussfeld (* 4. Juni 1947 in Arnsberg) ist ein deutscher Jurist. Er war von 1976 bis 1990 Beamter der Landesregierung Nordrhein-Westfalen, von 1990 bis 1996 Oberstadtdirektor der Stadt Gelsenkirchen und von 1996 bis 2003 Vorstandsmitglied der RWE Energie AG und der RWE Plus AG.

## Ausbildung
Nach dem Abitur studierte Bussfeld Rechtswissenschaften und Volkswirtschaftslehre an den Universitäten Münster, Lausanne, Genf und Tübingen. 1972 und 1976 beendete er das Studium der Rechtswissenschaften mit dem ersten und zweiten juristischen Staatsexamen. Während seiner Studienzeit war er von 1968 bis 1969 Vorsitzender des Allgemeinen Studentenausschusses (AStA) der Universität Tübingen. Von 1972 bis 1976 arbeitete er als wissenschaftlicher Mitarbeiter von Otto Bachof am Lehrstuhl für Öffentliches Recht der Universität Tübingen. 1978 wurde er bei Ludwig Raiser über das Zum materiellen Charakter des Immateriellen – Überlegungen zur Theorie und Praxis der Persönlichkeitsrechtsprechung des Bundesgerichtshofs promoviert. Von 1989 bis 1996 unterrichtete er als Dozent an der European Business School (ebs) im Postgraduierten-Studiengang „Real Estate Investment & Finance Management“.

## Beruflicher Werdegang

### Südwestfunk
Von 1969 bis 1971 arbeitete Bussfeld als freiberuflicher Journalist für den Südwestfunk, den Süddeutschen Rundfunk und das Handelsblatt.

### Landesregierung Nordrhein-Westfalen
Im Jahr 1976 trat Bussfeld in den Dienst der nordrhein-westfälischen Landesregierung ein. Nach Stationen in der Staatskanzlei, im Wissenschaftsministerium und in der Landesvertretung NRW in Bonn wurde Klaus Bussfeld 1980 zum Leiter des Ministerbüros des neu gegründeten Ministeriums für Landes- und Stadtentwicklung (später Ministerium für Stadtentwicklung, Wohnen und Verkehr) berufen. Dort leitete er ab 1981 die Planungsgruppe. 1986 wurde er zum Ministerialdirigenten ernannt und übernahm die Leitung der Abteilung Wohnungsbau und war verantwortlich für die Aufstellung und Umsetzung der Wohnungsbau- und Modernisierungsprogramme des Landes Nordrhein-Westfalen mit einem jährlichen Investitionsvolumen von rund 2,5 Mrd. €. Seit 1984 führte Bussfeld außerdem die Verhandlungen mit der BGAG als Eigentümerin der in wirtschaftliche Schwierigkeiten geratenen „Neuen Heimat“ mit dem Ziel, deren rund 60.000 in NRW gelegene Wohnungen für die Landesentwicklungsgesellschaft Nordrhein-Westfalen (LEG) zu erwerben. 1986 konnte der Kauf zum symbolischen Preis von 1 DM vollzogen werden. Anschließend organisierte er als Aufsichtsratsvorsitzender der LEG Wohnen den Restrukturierungs- und Sanierungsprozess des Unternehmens.

### Stadt Gelsenkirchen
1990 wurde Bussfeld Oberstadtdirektor von Gelsenkirchen. Seine Amtszeit war unter anderem geprägt durch die Internationale Bauausstellung Emscher Park, von deren Projekten zahlreiche in Gelsenkirchen angesiedelt werden konnten: 1994 wurde der Wissenschaftspark Gelsenkirchen eingeweiht und 1997 konnte die Bundesgartenschau auf dem Gelände der kurz zuvor geschlossenen Zeche Nordstern eröffnet werden. Zudem hatte Bussfeld maßgeblichen Anteil am Erhalt der von Schupp und Kremmer im klassischen Bauhausstil errichteten Gebäude der Zeche Nordstern, dem heutigen Firmensitz der Wohnungsbaugesellschaft Vivawest. In seiner Amtszeit wurde das Konzept „Arena Auf Schalke“ als multifunktionales Veranstaltungszentrum entwickelt. Bussfeld setzte bei der Landesregierung die Gewährung von Landesbürgschaften als Voraussetzung für die Finanzierung des Projekts durch. In Abstimmung mit den Städten der Emscher-Lippe-Region führte er die Entscheidung der Landesregierung zur Gründung und zum Neubau der Fachhochschule Gelsenkirchen herbei. Während des jugoslawischen Bürgerkriegs zwischen 1992 und 1995 engagierte sich Bussfeld für Hilfeleistungen zugunsten der Gelsenkirchener Partnerstadt Zenica in Bosnien.
Bussfeld war Mitglied im Vorstand des Deutschen Städtetags Nordrhein-Westfalen und von 1993 bis 1996 Sprecher der Oberstadtdirektoren der Großstädte Nordrhein-Westfalens.

### RWE AG
Zum 1. Oktober 1996 gab er das Amt des Oberstadtdirektors von Gelsenkirchen vorzeitig auf und wurde Mitglied des Vorstandes der RWE Energie AG, ab 2000 RWE Plus AG.
Schwerpunkt seiner Vorstandstätigkeit war das Auslandsgeschäft, das er durch den Erwerb zahlreicher Tochtergesellschaften vor allem in Osteuropa maßgeblich prägte. So war er ab 2001 Geschäftsführer und bis 2006 im Aufsichtsrat der Kelag.
2002 sanierte Bussfeld mit Übernahme der Ergebnisverantwortung die deutschen Vertriebsregionen der RWE Plus AG.
Nach dem Wechsel im Vorstandsvorsitz der RWE AG legte er Ende 2003 sein Vorstandsmandat nieder.
Bussfeld war von 2004 bis 2007 Senior Partner im Beratungsunternehmen „Consult and Strategy GmbH“, Berlin.
Bussfeld war Mitglied in zahlreichen Aufsichts- und Verwaltungsräten im In- und Ausland, u. a. Hypo-Alpe-Adria-Aufsichtsratvorsitzender ab 2004. Aufsichtsratsvorsitzender der Emscher Lippe Energie GmbH von 2001 bis 2003.

## Privates
Klaus Bussfeld ist seit 1970 verheiratet und hat zwei Töchter. Er lebt seit 1991 in Gelsenkirchen.
Sein Urgroßvater, Daniel Eckhardt, war Gründer der Essener Sozialdemokratie. Seine Großonkel Waldemar, Johann und Artur Eckhardt starben im Widerstand gegen das Naziregime.
Von 2008 bis 2020 war Bussfeld Vorsitzender der Stiftung Musiktheater im Revier Gelsenkirchen. Bussfeld war bis Mitte 2024 Vize-Präsident des Gelsenkirchener Golfclubs Haus Leythe e. V. Nach 16 Jahren Vorstandstätigkeit legte er Mitte 2024 sein Amt nieder und wurde von der Mitgliederversammlung zum Ehrenmitglied gewählt.